# Lamiopsis tephrodes
O Lamiopsis tephrodes é uma espécie de tubarão pertencente ao gênero Lamiopsis e à família Carcharhinidae. Se encontra presente no oeste e noroeste pacífico, nas águas do Camboja, China, Indonésia, Malásia, Tailândia e Vietnã. Alcança um tamanho máximo de 157 centímetros; machos amadurecem ao alcançar 114 centímetros e fêmeas 130. Habita zonas de plataforma continental e estuários de rios, em profundidades acima de 50 metros.